# Procolo di Verona
Procolo di Verona (... – Verona, 304) fu il quarto vescovo di Verona, venerato come santo dalla Chiesa cattolica.

## Biografia
Procolo fu il quarto vescovo di Verona, secondo l'elenco del Velo di Classe e del Ritmo Pipiniano. Secondo queste fonti, il suo episcopato si colloca tra la fine del III e gli inizi del IV secolo.
Non si conosce quasi nulla del suo episcopato. Nel Ritmo Pipiniano viene definito confessor et pastor egregius. Secondo la passione dei santi Fermo e Rustico, Procolo avrebbe assistito i due santi mentre di trovavano in prigione; sorpreso dai carcerieri, fu lasciato libero.
Durante le persecuzioni di Diocleziano subì affronti e dovette lasciare la sede vescovile; ritornatovi, sarebbe morto poco dopo. Le sue spoglie furono sepolte in un cimitero nei pressi della basilica di San Zeno.

## Culto
Attigua alla basilica di San Zeno sorge la Chiesa di San Procolo, dove sono contenute le spoglie mortali del santo. Alcune reliquie si trovano presso la cattedrale di Bergamo insieme a quelle dei martiri Fermo e Rustico. Un altra parte delle reliquie è situata nel Santuario dei Santi Fermo, Rustico e del Vescovo Procolo in Albiate a seguito della donazione da parte della Curia di Bergamo nel 1609.

Un'altra chiesa dedicata al santo è quella di chiesa di San Procolo a Naturno, con un ciclo di affreschi di età carolingia, raffiguranti episodi della vita del santo.

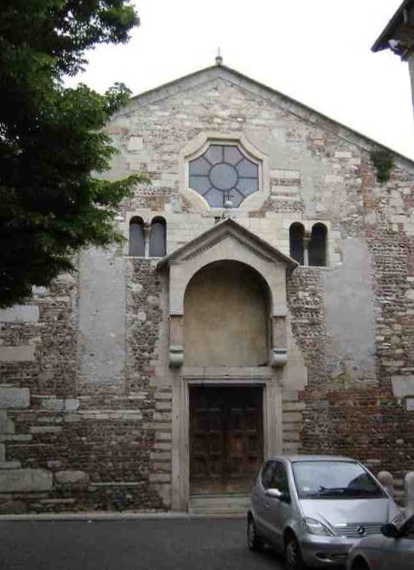
Chiesa di San Procolo a Verona

Il Martirologio Romano riportava la memoria di san Procolo al 9 dicembre e lo celebrava con queste parole: 
(Martirologio Romano)
Con la riforma del martirologio dopo il Concilio Vaticano II e la nuova edizione del 2004, il suo nome è stato omesso.